# Producció de cafè a l'Índia

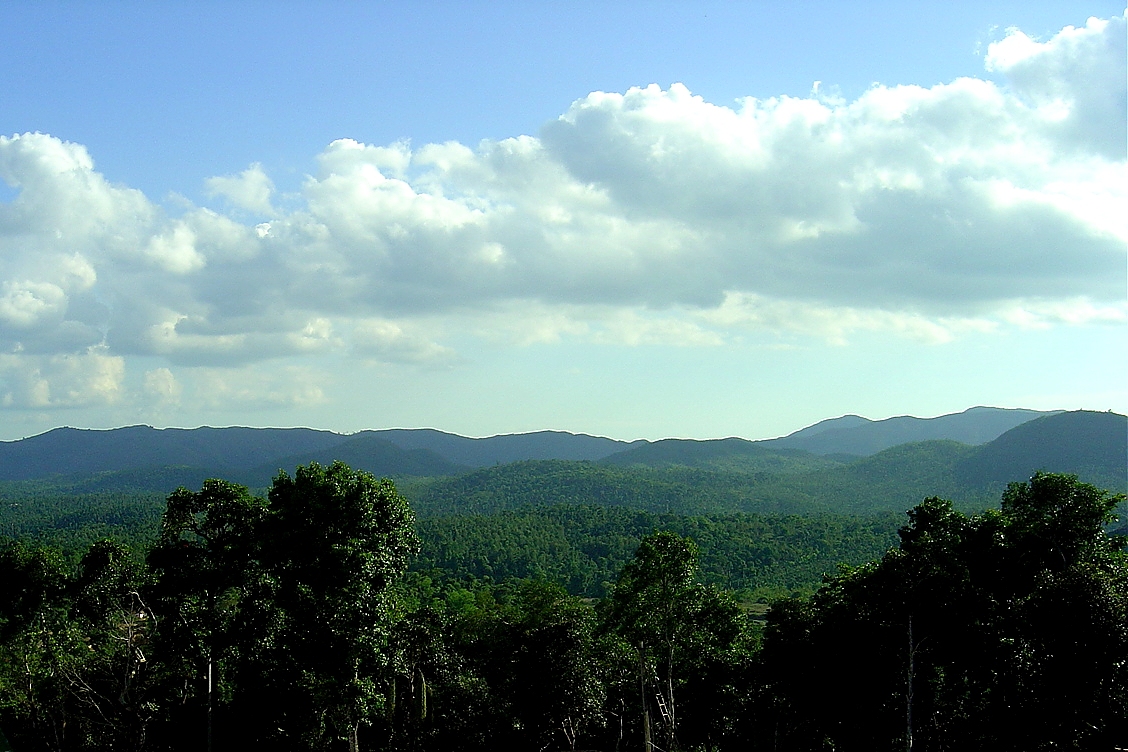
Boscos de plantes de cafè a l'Índia

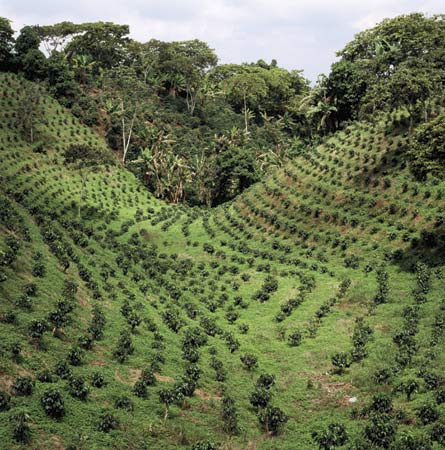
plantacions de cafè a l'Índia

La producció de cafè a l'Índia domina en els turons del sud de l'Índia, essent els principals estats productors de cafè els de Karnataka amb el 53% seguit de Kerala (28%) i Tamil Nadu (11%). La producció total de cafè a l'Índia és de 8.200 tones. Principalment les plantes creixen amb el sistema d'estar sota l'ombra d'altres arbres. Hi ha uns 250.000 cultivadors de cafè a l'Índia; dels quals el 98% són petits agricultors. L'any 2009 la producció de cafè a l'Índia representava només el 4,5% del total mundial. Gairebé el 80% del cafè produït al país s'exporta. La majoria del cafè exportat es fa a través del Canal de Suez.

## Història

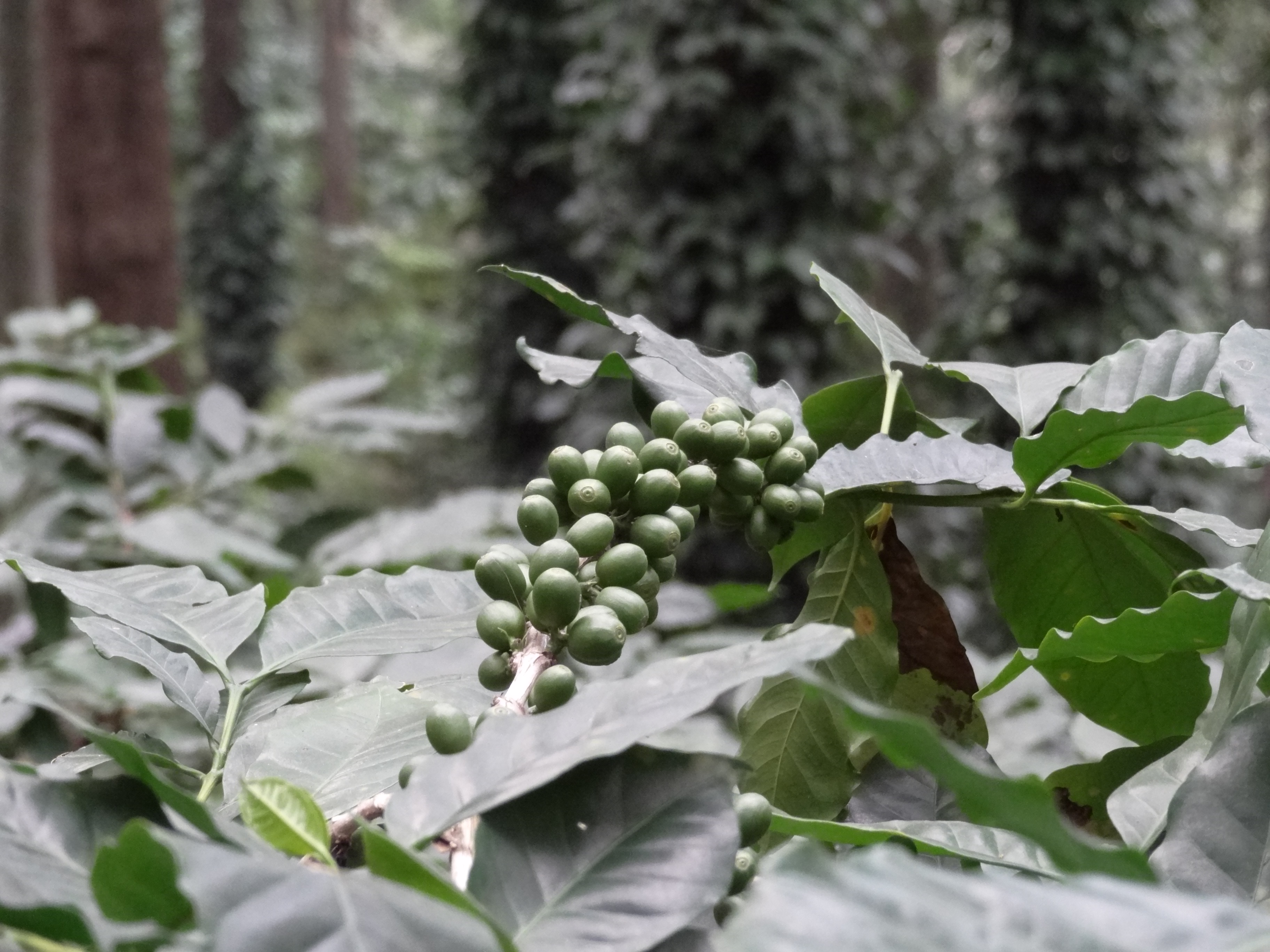
Cafè verd a la vall Araku, Andhra Pradesh

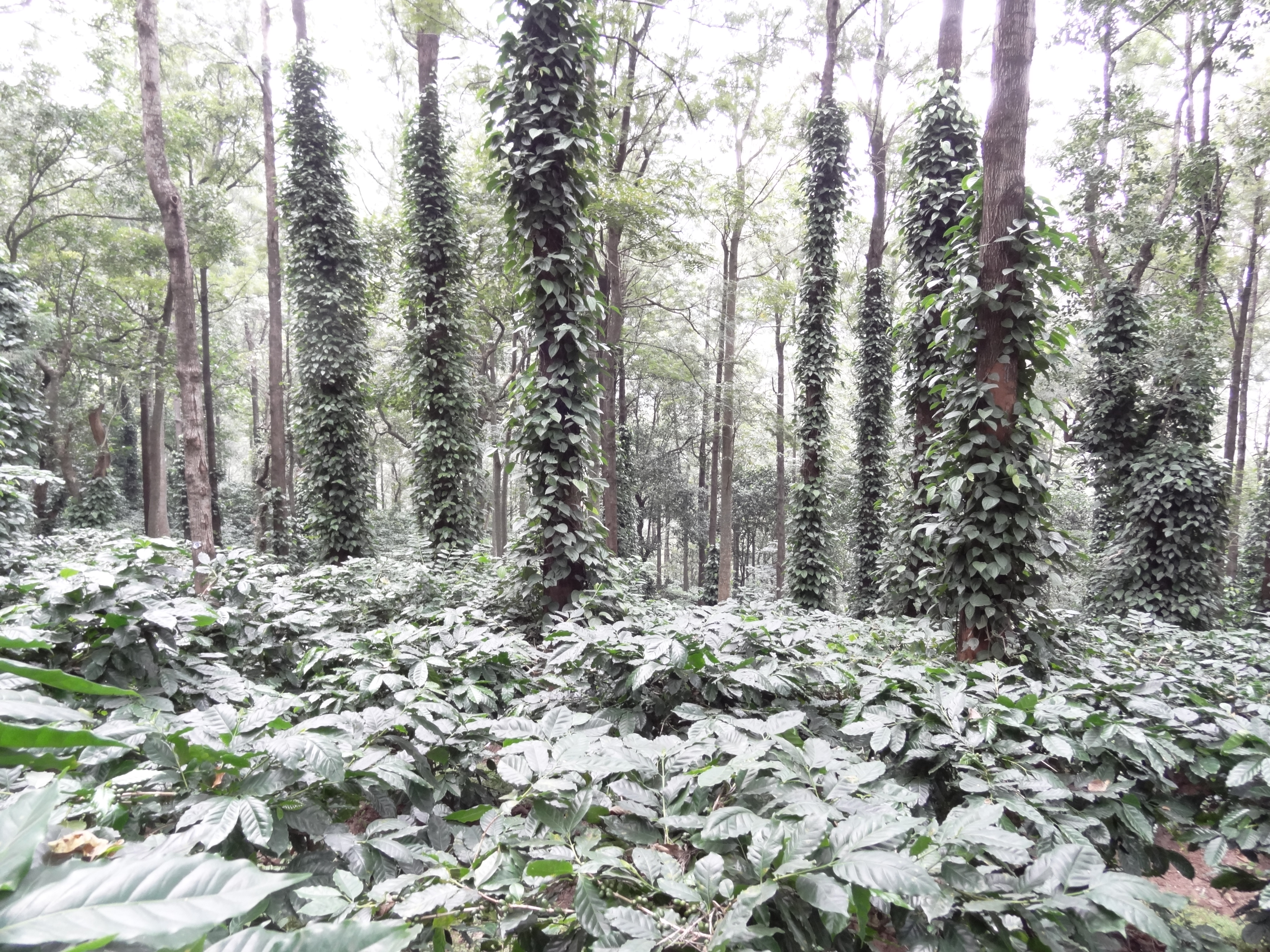
Plantació a Araku, Andhra Pradesh

El cafè té el seu origen a Etiòpia i a l'Índia durant la seva època musulmana i arribà amb uns sant musulmà anomenat Baba Budan, qui pelegrinà a la Meca on va conèixer el cafè i en portà llavors a Mysore a l'Índia i les plantà a les Chandragiri Hills (a 1829 m d'altitud). Els àrabs d'Aràbia exercien un control estricte del cafè i no permetien pas que s'exportessin les llavors però Baba Budan ho aconseguí.
A partir de 1670 es van fer petites plantacions sistemàtiques de cafè a l'Índia i la primera gran plantació es van fer 1840 en l'època colonial britànica.
En els darrers 50 anys la producció de cafè a l'Índia ha crescut un 15%.

## Varietats

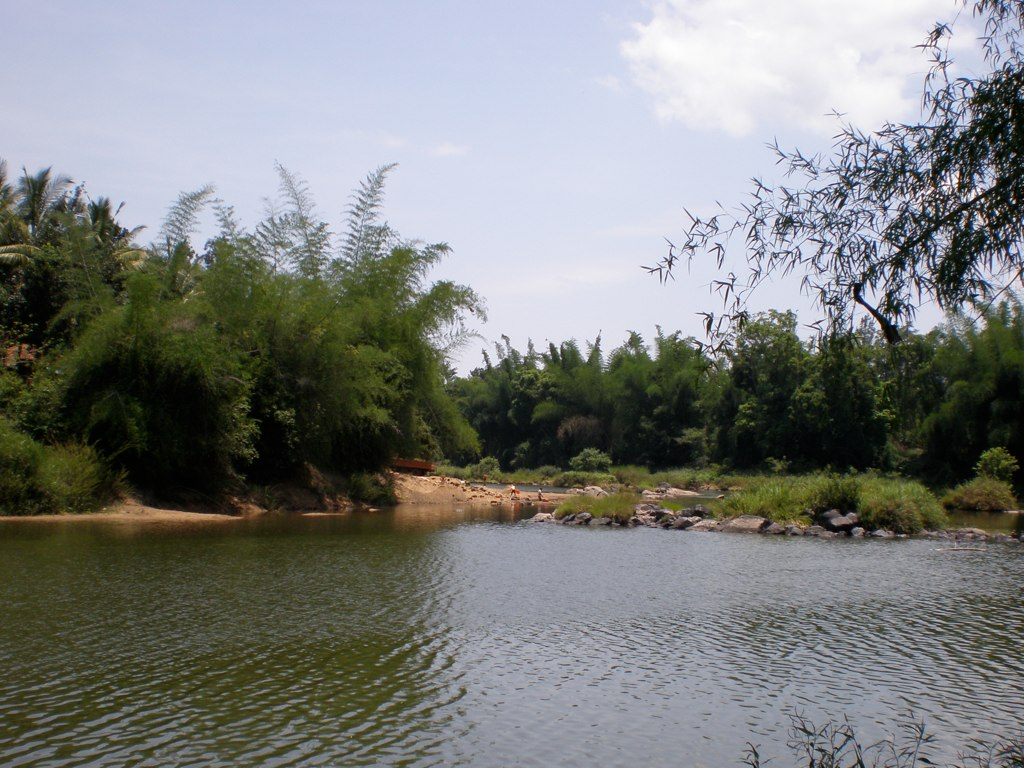
Cafè als turons del riu Cauvery a Coorg

Les quatre varietats principals de cafè a l'Índia inclouen: Kent, S.795, Cauvery i Selection 9.
El cafè de l'Índia té una bona reputació a Europa pel fet de ser menys àcid i més dolç, tanmateix als Estats Units prefereixen el cafè africà i d'Amèrica del Sud que és més àcid.